# Kolkka, Gustavs
Kolkka är en ö i Finland.   Den ligger i kommunen Gustavs i landskapet Egentliga Finland, i den sydvästra delen av landet, 200 km väster om huvudstaden Helsingfors. Arean är 0,13 kvadratkilometer.